# پارک ملکه الیزابت
پارک ملکه الیزابت (انگلیسی: Queen Elizabeth Park, British Columbia) یک پارک شهری ۱۳۰ هکتاری واقع در ونکوور، بریتیش کلمبیا، کانادا است. این پارک در بالای کوه کوچک (ارتفاع تقریباً ۱۲۵ متر یا ۴۱۰ فوت از سطح دریا واقع شده‌است و محل معادن سنگ بازالت سابق است که در اوایل قرن بیستم برای تأمین مصالح جاده‌ها حفر شده بود.